# The Last Ride of the Wolves
The Last Ride of the Wolves è un film del 2022 diretto da Alberto De Michele.

## Trama
Rubare 12 milioni di euro: questa è l'ultima missione che si prefigge un vecchio truffatore.

## Distribuzione
Il film è stato distribuito al cinema nei Paesi Bassi dal 26 gennaio 2022 al 6 febbraio 2022.